# Koninkrijk Riukiu

Hoofdgebouw van kasteel Shuri

Het koninkrijk Riukiu (Japans: 琉球王国, Ryūkyū Ōkoku; Riukiaans: 琉球国, Ruuchuu-kuku; Chinees: 琉球國 / 琉球国, Hanyu pinyin: Liúqiú Guó) was een semi-onafhankelijk koninkrijk dat van de 14e tot de 19e eeuw regeerde over het grootste deel van de Riukiu-eilanden. De koningen van Riukiu verenigden het eiland Okinawa. Het koninkrijk strekte zich uit tot de Amami-eilanden, de Miyako-eilanden en de Yaeyama-eilanden en was schatplichtig aan China. Door handel met China nam de welvaart op de eilanden toe. De bevolking handelde ook met Japan, het Koreaans Schiereiland, Siam, Malakka en Luzon. Het koninkrijk werd in 1879 tijdens de Meiji-restauratie opgeheven en door Japan geannexeerd als de prefectuur Okinawa; enige jaren eerder was het al een Japanse vazalstaat geworden.

## Voorgeschiedenis
De eerste vermelding van een heersende dynastie in de historische annalen van de Riukiu was de Tenson-dynastie (天孫王朝). Deze dynastie zou van goddelijke oorsprong zijn geweest, en gedurende 17.000 jaar geregeerd hebben over de eilandengroep. In werkelijkheid bestonden de eilanden uit een reeks stammenrijkjes onder leiding van een stamhoofd, aji of anji die met elkaar om de macht wedijverden.
De Tenson-dynastie diende vooral om de autoriteit te legitimeren van latere monarchen, maar ook om de ongeschreven geschiedenis te verklaren. De Chinese opvatting van het Hemels Mandaat was ook op de archipel doorgedrongen en door de val van de Tenson Dynastie voor de eigen geschiedenis te plaatsen kon men zich dit mandaat toe-eigenen.

### Shunten-dynastie
Naarmate de Japanse invloed toenam, met vanaf de 13e eeuw regelmatig contact tussen Zuid-Kyushu en de Riukiu-eilanden, veranderde ook de opvatting over het “goddelijke recht”. Zolang de macht werd uitgeoefend door eenzelfde familie van goddelijke oorsprong, bleef ook het mandaat behouden. Dit reflecteerde zich in de oorsprong van de eerste koning, Shunten (舜天; ca.1166-ca.1237), wiens afkomst volgens de kronieken terug zou gaan op Minamoto no Tametomo (源為朝), een lid van de Japanse keizerlijke familie.
Shunten, aji (heerser) van Urasoe (浦添) nabij Shuri (首里), kon zich op het einde van de 12e eeuw meester maken van het centrale deel van het hoofdeiland Okinawa. In deze periode werd onder meer het Japanse kana-schrift ingevoerd, en het eerste kasteel Shuri geconstrueerd. De "dynastie" van Shunten was echter geen lang leven beschoren, en werd in 1260 opgevolgd door een nieuwe, gesticht door Eiso (英祖).

### Sanzan-periode
De periode tussen 1322 en 1429 staat bekend als de Sanzan-periode (三山時代), of de Periode van de “Drie Bergen”. Deze term wordt gebruikt om te verwijzen naar de drie rivaliserende vorstendommen van die tijd, het resultaat van een geleidelijke concentratie van de macht in het centrale, noord-en zuidelijke deel van de archipel. Daarom wordt ook naar de koninkrijken gerefereerd als Nanzan (南山, Zuidelijke Berg), Chūzan (中山, Midden Berg) en Hokuzan (北山, Noordelijke Berg).
In 1349 wordt de door Eiso gestichte dynastie van de Midden Berg van de troon gestoten door Satto (察度), aji van Urasoe. Hij stuurde in 1372 als eerste tribuut naar keizer Hongwu van de nieuwe Ming-dynastie, wat zijn status aanzienlijk vergrootte. Dit zette de Noordelijke en Zuidelijke Berg ertoe aan het voorbeeld van Satto te volgen.

## Koninkrijk Riukiu

### Stichting koninkrijk Riukiu
De drie Sanzan koninkrijken bestonden ongeveer 100 jaar, totdat de heerser van Chuzan, Shohashi (尚巴志; reg. 1422-1439), in 1416 eerst Hokuzan en vervolgens in 1429 Nanzan annexeerde en zo heerser werd over de hele Riukiu-eilanden. In 1430 kreeg Shohashi de titel “Sho” (尚) van de Chinese keizer Xuande, waarmee later naar de dynastie zal worden verwezen. Met de eenmaking van de archipel trad het nieuwe koninkrijk een bloeiperiode in die zou duren tot de tweede helft van de 16e eeuw.
Shohashi vestigde de hoofdstad in Shuri, wat traditioneel ook de machtsbasis was geweest van Chuzan, en breidde ook het kasteel Shuri uit. In Naha (那覇) werd de haven uitgebouwd om de groei van de handel te ondersteunen. Het bestuur van het koninkrijk werd gebaseerd op de hiërarchische structuur van de Ming, zodat onder andere ceremonies, de kledingstijl aan het hof en de jaartelling het Chinese voorbeeld volgden. Ambtenaren werden ook in de confucianistische traditie opgeleid, uit Japan werden dan weer heel wat culturele elementen zoals het boeddhisme overgenomen.
In 1469 stierf koning Sho Toku (尚徳) zonder opvolger, waarop een troonpretendent die beweerde Toku's geadopteerde zoon te zijn de macht greep en de Tweede Sho-dynastie startte. Het hoogtepunt van het koninkrijk vond plaats tijdens het bewind van Sho Shin (尚真), die heerste van 1478 tot 1526.

### Tribuutrelatie China
Sinds in 1372 het eerste gezantschap van de Ming Okinawa had bezocht, begon er zich tussen de eilandengroep en China een sterke tribuutrelatie te ontwikkelen. In ruil voor de erkenning van de Chinese culturele suprematie (dit door een eed van trouw van de koning tegenover de Chinese keizer), kreeg het Koninkrijk Riukiu toegang tot handel met China, wat van groot belang was voor de rol die het zou gaan spelen bij de Aziatische handel.
Daarnaast kon het vorstenhuis zich door de tribuutrelatie legitimeren als onafhankelijke natie onder Chinese hegemonie, zolang de Riukiu zich maar schikte naar het Chinese ethische en culturele voorbeeld.
Via China kon men ook in constant contact met het Aziatische vasteland blijven. Studenten werden uitgestuurd met tribuutmissies om geschoold te worden in de Chinese Klassieken en geschiedschrijving, en speelden een belangrijke rol bij het uitdragen van het Chinese ideeëngoed en het onderhouden van handelsrelaties. Ze vormden een elite en belandden na hun studies vaak in de hoogste overheidsfuncties.

### Aziatische handel
Naast tribuutrelaties met de Chinese Ming en Qing dynastieën, ontwikkelde het koninkrijk Riukiu handelsrelaties met landen als Japan, Korea, Siam, Pattani, Malakka, Champa, Hué en Java. Hierdoor werd het koninkrijk tussen de 15e en 16e eeuw de voornaamste draaischijf voor de Oost-Aziatische handel en trad op als tussenpersoon bij de handel daar het zelf niet over grondstoffen beschikte. Het resultaat van de handel was een sterke toename van de welvaart op de eilanden.
Japanse zwaarden, zilver, waaiers, wandschermen en lakwerk, Koreaanse ambachtsproducten, Chinese medische kruiden, munten, ceramiek en textiel werden in de havens van het koninkrijk verhandeld tegen Zuidoost Aziatische producten zoals ivoor, hout, ijzer, tin, amber en suiker.
In totaal werden ongeveer 150 handelsexpedities ondernomen tussen de Riukiu en Zuidoost-Azië, met onder meer 61 tochten naar Siam, tien naar Malakka, tien naar Pattani en acht naar Java. Dit gebeurde toen Japanse Wako (倭寇) piraten zeer actief waren in de Aziatische wateren, maar geen enkele expeditie werd ooit aangevallen. De reden hiervoor was waarschijnlijk omdat Shohashi in 1429 met de Wako een veiligheidsgarantie was overeengekomen en er ook onderling verbanden moeten geweest zijn.
Commerciële activiteiten stagneerden rond 1570 door de opkomst van Chinese handelaars, het arriveren van Portugese en Spaanse galjoenen, en door de introductie van Japanse schepen onder “vergunning met het vermiljoenzegel” (朱印状, shuinjo).

## Japanse inmenging

### Aanloop
Hoewel Japan verschillende contacten onderhield met de Riukiu, met onder andere een bloeiende vrije handel die ontstond tijdens de Muromachi-periode, speelde Japan tot ongeveer de 17e eeuw een ondergeschikte rol in de binnenlandse aangelegenheden van de Riukiu-eilanden. Een van de redenen hiervoor was dat Zuid-Kyushu het merendeel van de contacten voor zijn rekening nam, en de eilandengroep eveneens vanaf de 14e eeuw in tribuutrelatie stond met China. Dit laatste verschafte het koningshuis een zekere legitimiteit en onafhankelijkheid.
Rond 1590 kreeg Sho Nei (尚寧), vanaf 1587 koning van het koninkrijk, echter de eis van de Japanse shogun (將軍) Toyotomi Hideyoshi (豊臣秀吉) om hem te steunen met manschappen en voorraden in zijn komende campagne tegen Korea. Hideyoshi zette het werk van Oda Nobunaga (織田 信長) verder met de eenmaking van Japan, en had verreikende ambities; het doel van de campagne was om uiteindelijk door te stoten naar het Chinese Ming rijk, en eventueel zelfs verder.
Gezien het koninkrijk Riukiu zich beschouwde als tribuutstaat van de Chinese Ming-dynastie en het neutraal stond tegenover Korea, was er een grote weerstand om direct deel te nemen aan de invasie. Het koninkrijk had niet echt een militaire rol van betekenis, en de daimyo (大名) van Satsuma (薩摩), Shimazu Yoshihisa (島津 義久) was bovendien niet gewonnen voor de oprichting van een gewapende macht in de archipel. Yoshihisa verkreeg hierdoor van Hideyoshi dat de gevraagde bijdrage van de Riukiu beperkt werd tot het voorzien van bevoorrading om een leger van ongeveer 7000 man gedurende tien maanden op de been te houden, dit tegen februari 1592.
Sho Nei had hier aanvankelijk geen oren naar en pas na een waarschuwing van Hideyoshi werden bevoorradingen met tegenzin verzonden. Een nieuwe eis voor tribuut bleef wederom onbeantwoord, waarop in totaal drie gezantschappen uit Satsuma met een boodschap van Hideyoshi het kasteel Shuri bezochten. Daar kregen ze enkel te horen van een minister dat het onmogelijk was om een dergelijk tribuut te verzamelen van een koninkrijk zo arm als de Riukiu. Het Chinese hof werd van de situatie op de hoogte gebracht, maar kwam niet tussen beiden.
Ondertussen was de Japanse invasie in Korea echter in alle hevigheid losgebarsten, zodat het dispuut met de Riukiu naar de achtergrond verschoof. Pas nadat Hideyoshi in 1598 stierf, de Japanse legers zich hadden teruggetrokken uit Korea en Tokugawa Ieyasu (徳川 家康) zich vervolgens na de Slag bij Sekigahara in 1600 meester had gemaakt van Japan, kwam de ongehoorzaamheid van het koninkrijk Riukiu terug aan de orde.

### Satsuma invasie
Met de oprichting van het Tokugawa-shogunaat in 1603 kwam er onder meer een belangrijke herverdeling van de feodale domeinen in Japan, met als doel de macht in te perken van de overwonnen daimyo. Satsuma, dat niet de kant van Ieyasu had gekozen tijdens de Slag bij Sekigahara, werd ver van de nieuwe hoofdstad in Edo geïsoleerd in Zuid-Kyushu zonder kans op uitbreidingsmogelijkheden. De Shimazu-familie werd een erger lot gespaard doordat Shimazu Tadatsune (島津 忠恒), de zoon van Shimazu Yoshihiro (島津 義弘), onder de naam Iehisa (家久) de nieuwe daimyo werd van Satsuma.
Vervolgens werd een boodschap verstuurd naar de Riukiu, met de raad aan Shonei om zich wijselijk te onderwerpen aan het nieuwe bestuur van Ieyasu. De koning weigerde dit echter, wat Satsuma ertoe aanzette de shogun toestemming te vragen om voor deze belediging een strafexpeditie te ondernemen tegen het koninkrijk. Dit verzoek werd toegestaan, mede omdat het volledig kosteloos was voor het shogunaat, en het als uitlaatklep kon dienen voor de gefrustreerde Satsuma-samoerai. Bovendien was stilaan de behoefte gegroeid voor een buffer aan de zuidelijke grens van Japan als middel om de handel naar Nagasaki te controleren.
Na enkele voorbereidingen stevende uiteindelijk in april 1609 een 3000 man sterk leger af op het weigerachtige koninkrijk. Weinig ervaren of geoefend, maakte de eilandengroep geen kans tegen de in de strijd geharde Satsuma samoerai. De Riukiu werden snel onder de voet gelopen, het kasteel Shuri geplunderd, en koning Shonei werd als gevangene meegenomen naar Satsuma en vervolgens naar Edo om verantwoording af te leggen voor zijn daden. Pas na drie jaar werd hij vrijgelaten, en keerde hij als een 'vazal' van Satsuma terug naar de Riukiu. De facto had het koninkrijk zijn onafhankelijkheid verloren.
Shonei werd verplicht een eed van trouw in drie artikelen aan Satsuma te zweren, hetgeen de ondergeschikte rol van zijn veroverde rijk formeel vastlegde. Ook de hoge officieren van de koning, die als gijzelaars mee waren genomen, dienden vijftien artikelen te ondertekenen met strikte bepalingen, vooral betreffende de economie. Net als hun koning, dienden ze ook een eed te zweren aan Satsuma. Handel en politiek werden vanaf dat moment de exclusieve aangelegenheid van Satsuma.
Tijdens de afwezigheid van de koning had Satsuma de hele administratie en economie van het koninkrijk in kaart gebracht. De jaarlijkse opbrengsten werden geschat op 94.220 koku. Er werd bepaald dat de Riukiu een jaarlijks tribuut van 11.935 koku diende te betalen, ongeveer een achtste van de totale opbrengst. Daarnaast diende de koning jaarlijks verder ongeveer 8.000 koku van zijn privé-inkomen af te staan. Dit betekende een enorme klap voor de economie en welvaart.

#### Annexatie Amami-eilanden
Het koninkrijk Riukiu kreeg na de terugkeer van de koning het bestuur onder zware voorwaarden gedeeltelijk terug, maar moest in 1624 met lede ogen aanzien hoe de Amami-eilanden in het uiterste noorden geannexeerd werden. De kleine eilandengroep werd zeer snel geïntegreerd in de Satsuma-han (薩摩藩) (en maakt nog steeds deel uit van de hedendaagse prefectuur Kagoshima) en speelde een belangrijke rol bij de economische groei van de han (藩).
Onder de directe controle van Satsuma verschilde het regime zeer sterk van dat van de rest van het koninkrijk. De invoer van suikerriet en het verbouwen van het gewas, resulteerde in een pijnlijke uitbuiting van de lokale eilandbewoners, waarnaar nadien met “Sato jigoku (佐藤地獄) of “Suikerhel” verwezen werd. 

#### Duale tribuutstatus

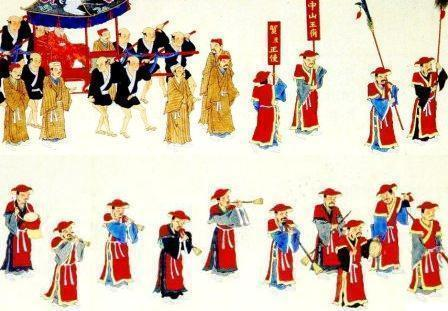
Een groep vanuit Riukiu op missie naar Edo (Tokio) in 1710

Niet alleen was het koninkrijk Riukiu verplicht tribuut te betalen aan Satsuma en respect te betuigen aan de shogun in Edo (Tokio), maar het diende tevens de klassieke tribuutrelatie met China te onderhouden. Omdat de Ming-dynastie de handel met Japan had verboden (Ieyasu trachtte wel via Shuri de handel met China te herstellen, maar zonder veel succes) en Japan zichzelf begon te isoleren via het nieuw ingestelde Sakoku-beleid (鎖国), kon Satsuma alsnog via de Riukiu een lucratieve handel drijven met China. Deze handel bleek uiteindelijk cruciaal in het latere omverwerpen van het Tokugawa-shogunaat.
De duale tribuutstatus zorgde voor heel wat ongemakken. Om te vermijden dat de Chinezen weet kregen van de onderlinge relatie met Satsuma, werd alles in het werk gesteld om de Japanse aanwezigheid te verhullen. Toch kwam het dagelijkse leven onder aanzienlijke Japanse invloed te staan, hoewel dit niet verhinderde dat studenten naar China werden gestuurd voor educatie.

### Uiteindelijke annexatie
Met de Meiji-restauratie van 1868 en het begin van de uitbouw van een Japanse eenheidsstaat op westerse leest, begon ook het einde van de Riukiu als semi-onafhankelijk koninkrijk. Imperialistische druk van westerse mogendheden, die culmineerde in de ontsluiting van Japan in 1854 door Commodore Matthew Perry, deed de nood ontstaan voor duidelijk afgebakende landsgrenzen.
In 1875 werd een akkoord met Rusland getekend voor Noord-Japan, waarbij het zuiden van Sachalin en de Koerilen aan Japan werden toegewezen. Ook in Hokkaidō werd een kolonisatiepolitiek door de nieuwe overheid gevoerd, om op die manier de Russische expansie in het noorden een halt toe te roepen.
In het zuiden werd gevreesd dat het koninkrijk Riukiu, rond die periode nog steeds ondergeschikt aan een duale tribuutstatus, ten prooi zou vallen aan de Westerse grootmachten. Daar dit zou resulteren in een directe bedreiging voor de Japanse veiligheid, wilden de Japanse leiders van die tijd de archipel gebruiken als geopolitieke bufferzone. Eerst moest echter wel de ambigue legale status van de eilandengroep worden opgelost.
Toen vissers uit Riukiu, die in Taiwan schipbreuk leden werden gedood, reageerde Japan in mei 1874 met een militaire expeditie om de schuldigen voor deze daad te bestraffen en het eiland te veroveren. Dit schiep een belangrijk precedent omdat Qing-China het incident eerder zag als een conflict tussen onderdanen onder dezelfde Chinese suzereiniteit. Met het ondernemen van de strafexpeditie nam Japan de rol van suzerein over de Ryūkyū op.
Na Britse en Amerikaanse tussenkomst trok Japan zich enige tijd later uit Taiwan terug, maar wist tijdens de onderhandelingen met de Qing-dynastie niet alleen Riukiu maar ook Korea los te weken uit het traditionele Chinese tribuutsysteem. Vervolgens ging Japan in 1879 over tot de annexatie van het hele koninkrijk Riukiu, en vormde het in 1882 om tot de hedendaagse prefectuur Okinawa. De Amami-eilanden die al enkele eeuwen daarvoor in de Satsuma-han was geïntegreerd, werd een onderdeel van de prefectuur Kagoshima.
Het Qing-rijk protesteerde, maar was helemaal niet voorbereid op de enorme expansie van de Japanse macht in de regio, en kon hier tegen niets inbrengen. De laatste koning, Sho Tai (尚泰), werd overgeplaatst naar Tokio en werd markies gemaakt binnen de nieuw opgerichte adelstand, die men in het leven had geroepen om in het Japanse Hogerhuis te zetelen.

## Lijst van koningen van Riukiu
| Naam         | Kanji    | Regeringsperiode | Clan of dynastie | Opmerkingen |
| ------------ | -------- | ---------------- | ---------------- | ----------- |
| Shunten      | 舜天     | 1187-1237        | Tenson-clan      |             |
| Shun Bajunki | 舜馬順熈 | 1238-1248        | Tenson-clan      |             |
| Gihon        | 義本     | 1249-1259        | Tenson-clan      |             |
| Eiso         | 英祖     | 1260-1299        | Eiso-clan        |             |
| Taisei       | 大成     | 1300-1308        | Eiso-clan        |             |
| Eiji         | 英慈     | 1309-1313        | Eiso-clan        |             |

| Naam       | Kanji  | Regeringsperiode | Clan of dynastie | Opmerkingen           |
| ---------- | ------ | ---------------- | ---------------- | --------------------- |
| Tamagusuku | 玉城   | 1314-1336        | Eiso Clan        |                       |
| Seii       | 西威   | 1337-1354        | Eiso Clan        |                       |
| Satto      | 察度   | 1355-1395        | -                |                       |
| Bunei      | 武寧   | 1396-1405        | -                |                       |
| Sho Shisho | 尚思紹 | 1405-1421        | 1e Sho-dynastie  |                       |
| Sho Hashi  | 尚巴志 | 1422-1429        | 1e Sho-dynastie  | als Koning van Chuzan |

| Naam         | Kanji  | Regeringsperiode    | Clan of dynastie         | Opmerkingen                                                                                  |
| ------------ | ------ | ------------------- | ------------------------ | -------------------------------------------------------------------------------------------- |
| Sho Hashi    | 尚巴志 | 1429-1439           | 1e Sho-dynastie          | als Koning van Riukiu                                                                        |
| Sho Chu      | 尚忠   | 1440-1442           | 1e Sho-dynastie          |                                                                                              |
| Sho Shitatsu | 尚思達 | 1443-1449           | 1e Sho-dynastie          |                                                                                              |
| Sho Kinpuku  | 尚金福 | 1450-1453           | 1e Sho-dynastie          |                                                                                              |
| Sho Taikyu   | 尚泰久 | 1454-1460           | 1e Sho-dynastie          |                                                                                              |
| Sho Toku     | 尚徳   | 1461-1469           | 1e Sho-dynastie          |                                                                                              |
| Sho En       | 尚円   | 1470-1476           | 2e Sho-dynastie          | ook bekend als Kanamaru Uchima                                                               |
| Sho Sen'i    | 尚宣威 | 1477                | 2e Sho-dynastie          |                                                                                              |
| Sho Shin     | 尚真   | 1477-1526           | 2e Sho-dynastie          |                                                                                              |
| Sho Sei      | 尚清   | 1527-1555           | 2e Sho-dynastie          |                                                                                              |
| Sho Gen      | 尚元   | 1556-1572           | 2e Sho-dynastie          |                                                                                              |
| Sho Ei       | 尚永   | 1573-1586           | 2e Sho-dynastie          |                                                                                              |
| Sho Nei      | 尚寧   | 1587-1620           | 2e Sho-dynastie          | regeerde tijdens de invasie van de Shimazu-clan; eerste koning die een vazal was van Satsuma |
| Sho Ho       | 尚豊   | 1621-1640           | 2e Sho-dynastie          |                                                                                              |
| Sho Ken      | 尚賢   | 1641-1647           | 2e Sho-dynastie          |                                                                                              |
| Sho Shitsu   | 尚質   | 1648-1668           | 2e Sho-dynastie          |                                                                                              |
| Sho Shoken   | 尚象賢 | 1666-1673           | Sessei (eerste minister) |                                                                                              |
| Sho Tei      | 尚貞   | 1669-1709           | 2e Sho-dynastie          | ook bekend als Shan Jing; 1645-1709                                                          |
| Sho Eki      | 尚益   | 1710-1712           | 2e Sho-dynastie          | ook bekend als Shang Ben; 1678-1712                                                          |
| Sho Kei      | 尚敬   | 1713-1751           | 2e Sho-dynastie          | ook bekend als Shang Jing; 1700-1751                                                         |
| Sai On       | 蔡温   | 1751-1752           | Kokushi (regent)         | bekende geleerde en historicus; 1682-1761                                                    |
| Sho Boku     | 尚穆   | 1752-1795           | 2e Sho-dynastie          | ook bekend als Shang Mu; 1739-1795                                                           |
| Sho On       | 尚温   | 1796-1802           | 2e Sho-dynastie          | ook bekend als Shang Wen; 1784-1802                                                          |
| Sho Sei      | 尚成   | 1803-1804           | 2e Sho-dynastie          | ook bekend als Shang Cheng; 1783-1804                                                        |
| Sho Ko       | 尚灝   | 1804-1828           | 2e Sho-dynastie          | ook bekend als Shang Hao; 1787-1839                                                          |
| Sho Iku      | 尚育   | 1829-1847           | 2e Sho-dynastie          | ook bekend als Shang Yu; 1813-1847                                                           |
| Sho Tai      | 尚泰   | 1848- 11 maart 1879 | 2e Sho-dynastie          | ook bekend als Shang Tai; 1843-1901; de laatste koning van Riukiu                            |